# Estadi Romeo Menti
L'Estadi Romeo Menti és un estadi de futbol situat a la ciutat de Vicenza, a la regió del Véneto, Itàlia. Va ser inaugurat el 1935 com Stadio Comunale, nom que va portar fins a 1949. L'estadi és la seu del club de futbol Vicenza Calcio.
L'estadi original va ser destruït per a la Segona Guerra Mundial, i reconstruït novament el 1947 amb capacitat per 17.000 persones. L'any 1949 l'Ajuntament de Vicenza va decidir rebatejar l'estadi amb el nom de Romeo Menti, un futbolista oriünd de la ciutat mort en l'accident aeri recordat com la Tragèdia de Superga el 4 de maig de 1949. Més tard es continua amb l'expansió de l'estadi fins a arribar a albergar a 30.000 espectadors als anys 1970. A principis dels anys 2000 l'estadi comptava amb una capacitat total de 20.920 seients, però a causa de la nova normativa italiana en matèria de seguretat als estadis de futbol, la capacitat quedà reduïda a 12.163 espectadors per a partits de lliga.
El novembre de 1989, la Selecció de futbol d'Itàlia va disputar davant Algèria l'únic partit internacional de la selecció italiana a Vicenza.